# Daniel Norling
Lars Daniel Norling  (* 16. Januar 1888 in Stockholm; † 28. August 1958 in Malmö) war ein schwedischer Turner und Reiter. Als solcher wurde er mehrmals Olympiasieger. 

## Leben
Norling nahm 1908 in London erstmals an den Olympischen Sommerspielen teil und trat dort im Mannschaftsmehrkampf, einem der beiden Wettkämpfe im Geräteturnen, an. Mit der schwedischen Mannschaft, der auch sein Bruder Axel Norling angehörte, gewann er die Goldmedaille. Vier Jahre später in Stockholm trat Norling, wie auch sein Bruder, erneut im Geräteturnen an und gewann mit der schwedischen Mannschaft die Goldmedaille im Wettkampf „Schwedisches System“.
Seine nächste Olympiateilnahme erfolgte 1920 bei den Olympischen Sommerspielen in Antwerpen. Diesmal trat er als Springreiter mit seinem Pferd Eros II an und gewann mit der schwedischen Mannschaft die Goldmedaille in dieser Disziplin.